# Улица Никитина (Томск)
Никитина — улица в Томске, от Советской улицы до улицы Разина.

## История
Название связано с фамилией местного домовладельца Михаила Григорьевича Никитина (жившего здесь с 1868 года), купца II гильдии с 1870 года, золотопромышленника.
Улица застраивалась деревянными строениями, первое каменное здание на улице — корпус томской духовной семинарии — заложено 4 октября 1896 года (архитектор А. Морозов при участии Ф. Гута). При семинарии возник целый комплекс, включавший помимо главного корпуса с церковью Святителя Иннокентия — Иркутского чудотворца, больницу, баню, хозяйственные службы, электрическую станцию, небольшой парк в пойме реки Игуменки (ныне не существует). В усадьбе был проведён водопровод.
На улице проживала семья Моняковых. А. А. Моняков много лет служил управляющим у П. В. Михайлова, его жена Елизавета Михайловна была 25-м по счёту ребёнком у своего отца купца М. С. Сапожникова, дочь Надежда Алексеевна (в замужестве — Красина) преподавала математику в женских гимназиях, среди её учениц — доктора наук М. Большанина и В. Кудрявцева, сын — Андрей стал академиком, лауреатом Ленинской премии, всего в семье было два сына и пять дочерей. При сносе дома в 1983 году нашли целые кипы дореволюционных антиправительственных листовок, газет и других нелегальных материалов — дочь Монякова Маргарита участвовала в революционном движении.

## Новая история
В марте 1920 года семинарский комплекс был реквизирован, его помещения заняли военные училища — пехотное, артиллерийское, училище связи. Был утрачен семинарский сад, пересыхающую реку Игуменку засыпали.
В 1935 году на улице было возведено первое пятиэтажное здание в Томске, первоначально планировавшееся как жилой дом, оно стало общежитием Томского университета (д. 4, «пятихатка»).
Возможное переименование улицы в честь академика Н. В. Никитина документально не подтверждается.
8 октября 2018 года мэр Томска Иван Кляйн и митрополит Томский и Асиновский Ростислав подписали акт приема-передачи объекта культурного наследия регионального значения 1899 года — постройки по улице Никитина, 8, строения 4 и 5.

## Достопримечательности
Стела погибшим курсантам Томского училища связи (в районе д. 8).
д. 11 — с 1914 по 1941 год жил Ф. Э. Молин (1861—1941) — выдающийся учёный-математик, Заслуженный деятель науки РСФСР (1934), доктор физико-математических наук (1935), один из основоположников математического образования в Томске.
д. 19 (в настоящее время утрачен) — жил и в 1901 году умер писатель-народник Н. И. Наумов.
д. 24 (в настоящее время утрачен) — жил крупный учёный-геолог В. А. Хахлов.